# Harry Hines Woodring

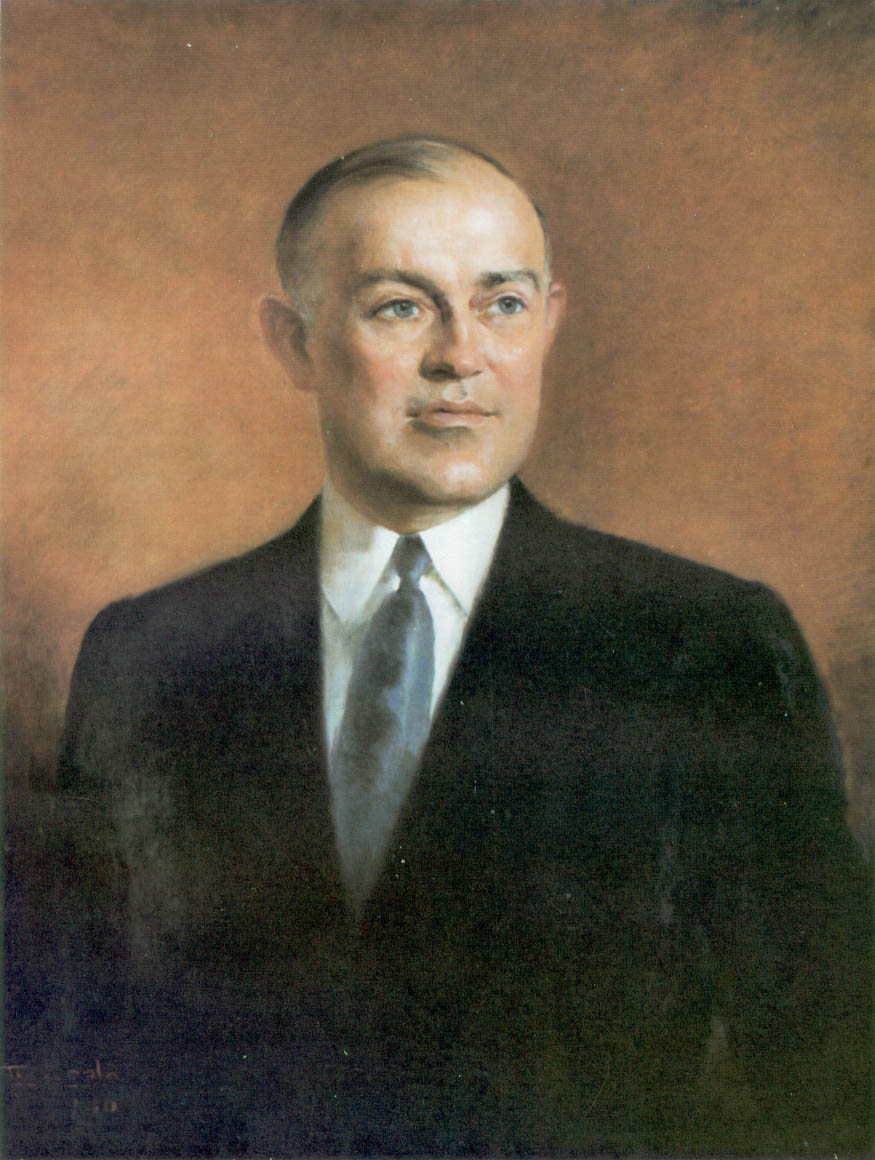
Harry Hines Woodring

Harry Hines Woodring (* 31. Mai 1890 in Elk City, Montgomery County, Kansas; † 9. September 1967 in Topeka, Kansas) war ein US-amerikanischer Politiker, Gouverneur des Bundesstaates Kansas und US-Kriegsminister unter Präsident Franklin D. Roosevelt.

## Frühe Jahre und politischer Aufstieg
Woodring wurde 1890 in Elk City geboren, wo er die öffentliche Schule der Stadt sowie die
County School besuchte. Mit 16 Jahren begann er als Portier in der First National Bank of Neodesha zu arbeiten. Er zog schnell um und wurde Vizepräsident sowie Eigentümer der Bank, ehe er als einfacher Soldat in die US-Streitkräfte eintrat. Später wurde er Offizier mit dem Rang eines Leutnants (Second Lieutenant) bei den Panzerkorps im Ersten Weltkrieg. Er wurde zum Gebietskommandeur der American Legion in Kansas gewählt, ehe er 1928 sein Bankgeschäft verkaufte, um in die Politik zu gehen.

## Gouverneur von Kansas

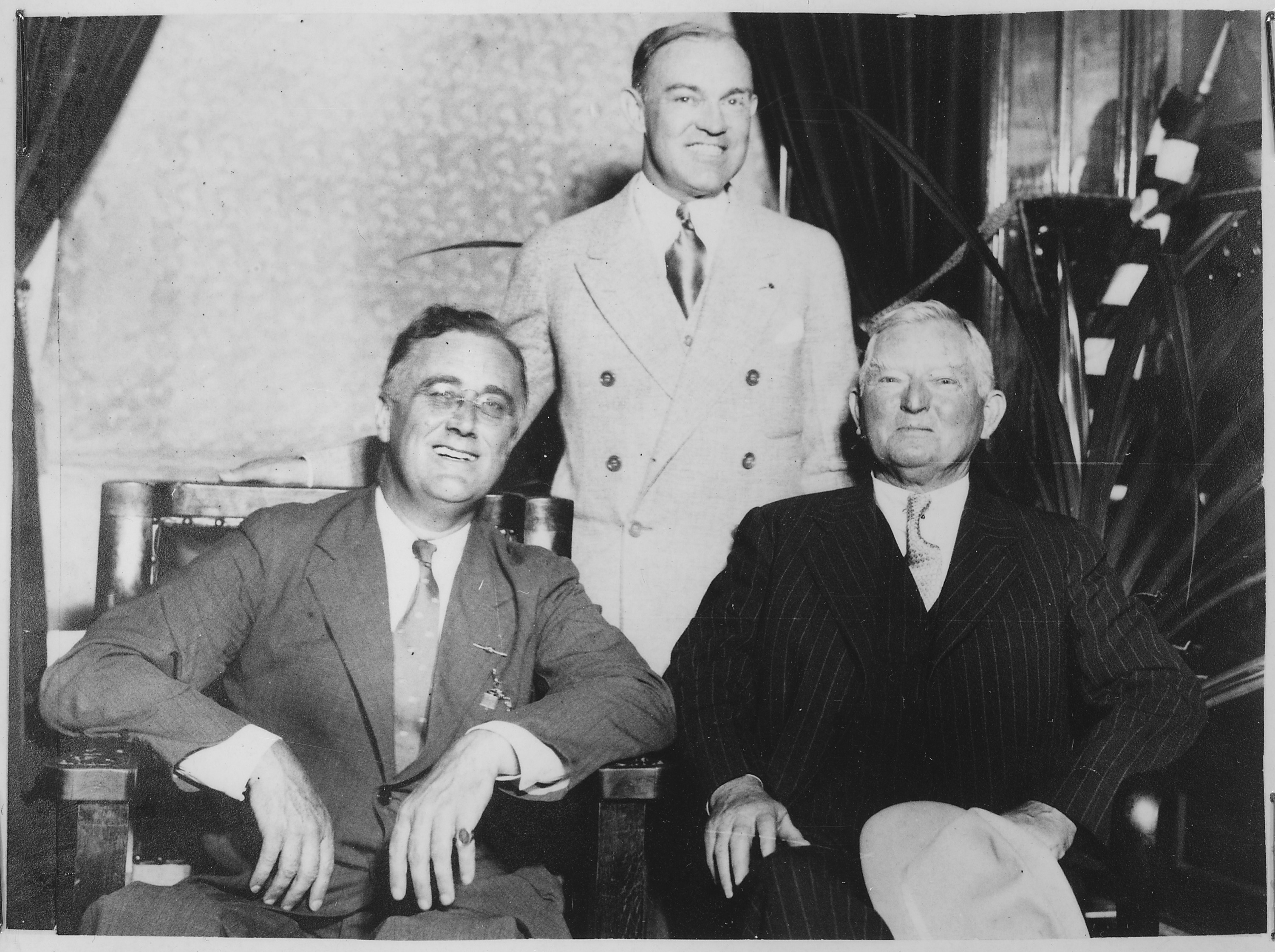
Gouverneur Woodring (mittig) mit Präsidentschaftskandidat Franklin D. Roosevelt (links) und dessen Vizepräsidentschaftsbewerber John Nance Garner (rechts) während des Wahlkampfs von 1932

Im Jahr 1930 wurde Woodring als Kandidat der Demokratischen Partei zum 25. Gouverneur von Kansas gewählt. Er trat seine zweijährige Amtszeit am 12. Januar 1931 an. Seine gesamte Regierungszeit war überschattet von den Weltwirtschaftskrise, die nach dem New Yorker Börsenkrach vom Oktober 1929 die gesamte westliche Welt erschütterte. Auch in Kansas stieg die Zahl der Arbeitslosen drastisch an. Das Bankensystem war wie im gesamten Land schwer angeschlagen. Als Folge wurde auch der Staatshaushalt des Staates betroffen und daraufhin die Gehälter im öffentlichen Dienst gekürzt. Die Regierung reagierte mit Steuererleichterungen und der Gründung eines selbständigen Arbeitsministeriums. Diese Maßnahmen reichten aber noch nicht aus, um einen durchgreifenden Erfolg zu erzielen. Dieser wurde erst in den folgenden Jahren erreicht, als die New-Deal-Politik von Präsident Roosevelt auch in Kansas zur allmählichen Überwindung der Wirtschaftskrise führte. Unabhängig davon wurde in Woodrings Zeit als Gouverneur die Führerscheinpflicht eingeführt. Ein Ausschuss zur Betreuung behinderter Kinder wurde ebenfalls in jenen Jahren gegründet. Im Jahr 1932 verfehlte Woodring seine Wiederwahl. Daher musste er am 9. Januar 1933 aus seinem Amt ausscheiden.

## US-Kriegsminister
Nach dem Ende seiner Amtszeit wurde er Mitglied des Kabinetts Roosevelt. Zwischen 1933 und 1936 war er stellvertretender Kriegsminister und dann bis 1940 Kriegsminister. In dieser Zeit zeichneten sich bereits zukünftige internationale Spannungen ab. Im europäischen Raum rüstete Deutschland militärisch auf und wurde zunehmend zu einem außenpolitischen Unruheherd. Dieser Prozess führte 1939 direkt zum Ausbruch des Zweiten Weltkrieges. Gleichzeitig erweiterte Japan im asiatischen Raum konstant, auch mit militärischen Mitteln, seinen Einflussbereich. Dadurch kam es zunehmend zu Spannungen mit den USA, die ihre pazifischen Interessen bedroht sahen. Vor diesem Hintergrund trat Woodring im Kriegsministerium für eine Verstärkung der amerikanischen Armee ein. Auch die Mobilmachungspläne wurden überarbeitet. Auf der anderen Seite war Woodring ein Anhänger des Isolationismus in den USA. Aus diesem Grund war er 1940 gegen amerikanische Hilfslieferungen an Großbritannien, die 1941 in das Leih- und Pachtgesetz mündeten. Daher trat er dann auch von seinem Posten zurück.
In den Jahren 1946 und 1956 kandidierte Woodring jeweils erfolglos für eine Rückkehr in das Gouverneursamt. Danach zog er sich dann aus der Politik zurück. Der Ex-Gouverneur starb im September 1967 an einem Schlaganfall. Er war mit Helen Coolidge verheiratet, mit der er drei Kinder hatte.